# شفارتسينبك
شوارتينبك (بالألمانية: Schwarzenbek) هي بلدة ألمانية تقع في ألمانيا في شليسفيغ هولشتاين. يقدر عدد سكانها بـ 15,017 نسمة .

## المدن التوأمة
مدن ساير (سويسرا)، زيلزاته و تشيزيناتيكو هي مدن توأمة لـشوارتينبك.